# 濱中昭一郎
濱中昭一郎（はまなか しょういちろう、1930年2月1日 - ）は、日本の実業家。初代東京地下鉄株式会社代表取締役会長、日本通運株式会社相談役。

## 略歴
- 福岡県立東筑高等学校卒業
- 1954年 - 東京大学法学部卒業
日本通運株式会社入社
- 1983年 - 同社総務部長
- 1987年 - 専務取締役
- 1989年 - 代表取締役副社長
- 1990年 - 運輸大臣表彰
- 1991年 - 代表取締役社長
- 1995年 - 藍綬褒章受章
- 1999年 - 代表取締役会長
- 2003年 - 相談役
- 2004年 - 東京地下鉄株式会社代表取締役会長に就任
- 2007年 - 東京地下鉄会長退任
- 2008年11月 - 旭日重光章受章[1]